# Apagomera aereiventris
Apagomera aereiventris là một loài bọ cánh cứng trong họ Cerambycidae.